# Signe particulier : néant
Pour plus de détails, voir Fiche technique et Distribution.
Signes particuliers : néant (Rysopis) est un film polonais réalisé par Jerzy Skolimowski, sorti en 1964. Il a été tourné en plusieurs fois pendant les études de son réalisateur.

## Synopsis
Un étudiant peu travailleur, appelé sous les drapeaux, passe une dernière journée sur les lieux de sa vie avant de monter dans le train des conscrits.

## Fiche technique
- Titre : Signe particulier : néant
- Titre original : Rysopis
- Réalisation : Jerzy Skolimowski
- Scénario : Jerzy Skolimowski
- Pays d'origine : Pologne
- Format : Noir et blanc - Mono - 35 mm
- Genre : Drame
- Durée : 80 minutes
- Date de sortie : 1964

## Distribution
- Jerzy Skolimowski : Andrzej Leszczyc
- Elżbieta Czyżewska : Theresa / Barbara
- Tadeusz Minc : Mundzek
- Andrzej Zarnecki : Raymond
- Jacek Szczęk : Mundek
- Juliusz Lubicz-Lisowski : homme dans une cabine téléphonique
- Marek Piwowski : épisode

## Projet et réalisation
Signes particuliers : néant est le premier film de la trilogie de Skolimowski ayant pour héros Andrzej Lezczyc, jeune homme en colère et inadapté. Suivront Walkower et La Barrière. Le film est tourné durant les études du réalisateur à l'École nationale de cinéma de Łódź. Jerzy Skolimowski doit en effet régulièrement y réaliser des courts-métrages pour passer ses examens et il décide de faire en sorte que tous ces films et essais soient liés entre eux pour qu'ils constituent, à la fin, un long métrage entier. Il se dit que de cette manière, il n'aura pas nécessairement à travailler comme assistant réalisateur à sa sortie de l'école s'étant déjà montré capable de réaliser un long métrage. Le film ne sort néanmoins qu'après le tournage de Walkower la bureaucratie polonaise ne sachant que faire du film tellement, selon Skolimowski, elle semblait étonnée qu'on puisse réaliser un long métrage ainsi.